# Josesito García Vila
José Ovidio García „Josesito“ Vila (* 9. Oktober 1888 in Santiago de los Caballeros; † 22. Januar 1919 ebenda) war ein dominikanischer Pianist und Komponist.
García hatte den ersten Unterricht bei seinem Vater José Ovidio García und war dann Schüler des kubanischen Pianisten Tomás Planes Ferrer. Als Mitglied der Gruppe von Manuel La Presa tourte er 1909 durch Kuba, Südamerika und Mexiko. 1910 war er Pianist am Theater Actualidades in Guantánamo auf Kuba, im Folgejahr Orchesterleiter der Kompagnie La Bella Carmela in Puerto Rico. 
1911 kehrte er nach Santiago zurück. Dort unterrichtete er Klavier und wirkte als Organist an der Kathedrale und Pianist am Teatro Colón der Stadt. Von seinen Kompositionen ist nur wenig erhalten, darunter Salve a la Virgen (1903) und eine Misa de requiem (1907).